# Kinetisch DAF Monument
Het Kinetisch DAF Monument is een kunstwerk in de Nederlandse stad Eindhoven, ontworpen door Gijs van Bon. Het kunstwerk is gelegen in het Eindhovensch Kanaal, vlak bij de ijzeren hefbrug en het DAF Museum. Het kunstwerk werd gemaakt ter gelegenheid van het 75-jarig bestaan van DAF.

## Beschrijving
Het kunstwerk bestaat uit twee rood-blauwe halve cirkels die langzaam door de ruimte bewegen, aangedreven door krachtige hydraulica. Het kunstwerk gaat over mensen, technologie en de toekomst. Deze thema's gaf de gemeente Eindhoven aan Van Bon mee toen ze hem de opdracht gaven. Het staat niet direct in verband met DAF, maar is wel een eerbetoon aan hoe de medewerkers van DAF hebben geholpen de stad en omgeving te ontwikkelen.
Vanuit het DAF Museum kan het kunstwerk op afstand worden bestuurd. Soms vormen de twee delen samen een perfecte cirkel en op andere momenten lijken ze bijna met elkaar te dansen.